# روبرتيون
سلالة الروبرتيون أو روبرتيان، سلالة إفرنجية أسلاف أسرة الكابيتيين. شملت الأسرة عددا كبيرا ممن يحملون اسم روبرت بمن فيهم روبرت كونت فورمس وروبرت دوق هسباي وروبرت القوي وروبير الأول ملك فرنسا. وقد احتلوا مكانا بارزا بين النبالة الكارولنجية وتزوجوا منها وهي العائلة المالكة. وفي نهاية المطاف أصبح الروبرتيون ملوك الفرنجة بأنفسهم مثل أودي الأول وروبير الأول وأوغو كابيه. حكم هؤلاء الروبرتيون الفرنجة مملكة فرنسا الغربية. عُرف أوغو كابيه ك«آخر ملوك الفرنجة» وأول ملوك فرنسا. وهو مؤسس الأسرة الكابيون التي حكمت فرنسا بعد سقوط الكارولنجيين وحتى الثورة الفرنسية.